# Chionanthus
Chionanthus Royen, 1753 è un genere di piante della famiglia delle Oleacee.

## Descrizione
Il genere comprende specie arbustive o  arboree alte da 3 a 25 m.
Le foglie sono opposte, semplici. 
I fiori sono di colore bianco, giallo chiaro o rosa, e sono raffruppati in infiorescenze piumose.
Il frutto è una drupa contenente un singolo seme.

## Distribuzione e habitat
Le specie di questo genere sono diffuse nelle zone tropicali e sub-tropicali di America, Asia e Oceania.

## Tassonomia
Il genere Chionanthus è uno dei generi più ricchi di specie della famiglia delle Oleacee, superato solo dal genere Jasminum.
Comprende le seguenti specie:
- Chionanthus abriaquiensis Fern.Alonso & Cogollo
- Chionanthus acuminatissimus (Merr.) Kiew ex de Juana
- Chionanthus acunae (Borhidi & O.Muñiz) Borhidi
- Chionanthus adamsii Stearn
- Chionanthus albidiflorus Thwaites
- Chionanthus amblirrhinus P.S.Green
- Chionanthus avilensis (Steyerm.) P.S.Green
- Chionanthus axillaris R.Br.
- Chionanthus axilliflorus (Griseb.) Stearn
- Chionanthus bakeri (Urb.) Stearn
- Chionanthus balgooyanus Kiew
- Chionanthus beccarii (Stapf) Kiew
- Chionanthus brachystachys (Schltr.) P.S.Green
- Chionanthus brassii (Kobuski) Kiew
- Chionanthus bumelioides (Griseb.) Stearn
- Chionanthus callophylloides Kiew
- Chionanthus callophyllus Blume
- Chionanthus caudifolius (Ridl.) Kiew
- Chionanthus caymanensis Stearn
- Chionanthus celebicus Koord.
- Chionanthus chrysopetalus Cornejo ex Lombardi
- Chionanthus clementis (Quisumb. & Merr.) Kiew
- Chionanthus colonchensis Cornejo & Bonifaz
- Chionanthus compactus Sw.
- Chionanthus cordulatus Koord.
- Chionanthus coriaceus (S.Vidal) Yuen P.Yang & S.Y.Lu
- Chionanthus courtallensis Bedd.
- Chionanthus crassifolius (Mart.) P.S.Green
- Chionanthus crispus Kiew
- Chionanthus curvicarpus Kiew
- Chionanthus cuspidatus Blume
- Chionanthus decipiens P.S.Green
- Chionanthus densiflorus Zoll. & Moritzi
- Chionanthus dictyophyllus (Urb.) Stearn
- Chionanthus diversifolius Miq.
- Chionanthus domingensis Lam.
- Chionanthus dussii (Krug & Urb.) Stearn
- Chionanthus ellipticus Blume
- Chionanthus enerve (Steenis) Kiew
- Chionanthus eriorachis (Kerr) P.S.Green
- Chionanthus evenius (Stapf) Kiew
- Chionanthus ferrugineus (Gilg) P.S.Green
- Chionanthus filiformis (Vell.) P.S.Green
- Chionanthus fluminensis (Miers) P.S.Green
- Chionanthus gardneriorum Kiew
- Chionanthus gigas (Lingelsh.) Kiew
- Chionanthus globosus (Kiew) Kiew
- Chionanthus glomeratus Blume
- Chionanthus grandifolius (Elmer) Kiew
- Chionanthus greenii Lombardi
- Chionanthus guangxiensis B.M.Miao
- Chionanthus guianensis (Aubl.) Pers.
- Chionanthus hahlii (Rech.) Kiew
- Chionanthus hainanensis (Merr. & Chun) B.M.Miao
- Chionanthus harmandii (Gagnep.) de Juana
- Chionanthus havilandii Kiew
- Chionanthus henryae H.L.Li
- Chionanthus holdridgii (Camp & Monach.) Stearn
- Chionanthus implicatus (Rusby) P.S.Green
- Chionanthus jamaicensis (Urb.) Stearn
- Chionanthus kajewskii (Sleumer) Kiew
- Chionanthus kinabaluensis Kiew
- Chionanthus kostermansii Kiew
- Chionanthus lancifolius (Ridl.) Kiew
- Chionanthus leopoldii Kiew
- Chionanthus ligustrinus (Sw.) Pers.
- Chionanthus littoreus Miq.
- Chionanthus longiflorus (H.L.Li) B.M.Miao
- Chionanthus longipetalus (Merr.) Kiew
- Chionanthus lucens Kiew
- Chionanthus luzonicus Blume
- Chionanthus macrobotrys (Merr.) Kiew
- Chionanthus macrocarpus Blume
- Chionanthus macrothyrsus (Merr.) Soejarto & P.K.Lôc
- Chionanthus mala-elengi (Dennst.) P.S.Green
- Chionanthus maxwellii P.S.Green
- Chionanthus megistocarpus Fern.Alonso & Cogollo
- Chionanthus micranthus (Mart.) Lozano & Fuertes
- Chionanthus microbotrys (Kerr) P.S.Green
- Chionanthus microstigma (Gagnep.) P.S.Green
- Chionanthus minutiflorus Kurz
- Chionanthus montanus Blume
- Chionanthus monteazulensis Zavatin & Lombardi
- Chionanthus nitens Koord. & Valeton
- Chionanthus nitidus (Merr.) Kiew
- Chionanthus oblanceolatus (B.L.Rob.) P.S.Green
- Chionanthus oblongifolius Koord. & Valeton
- Chionanthus oliganthus (Merr.) Kiew
- Chionanthus pachyphyllus (Merr.) Kiew
- Chionanthus palustris Kiew
- Chionanthus panamensis (Standl.) Stearn
- Chionanthus parkinsonii (Hutch.) Bennet & Raizada
- Chionanthus parviflorus Cornejo, Lombardi & W.W.Thomas
- Chionanthus pedunculatus P.S.Green
- Chionanthus plurifloroides Kiew
- Chionanthus pluriflorus (Knobl.) Kiew
- Chionanthus polycephalus Kiew
- Chionanthus polygamus (Roxb.) Kiew
- Chionanthus porcatus Kiew
- Chionanthus proctorii Stearn
- Chionanthus pubescens Kunth
- Chionanthus pubicalyx (Ridl.) Kiew
- Chionanthus purpureus Lam.
- Chionanthus pygmaeus Small
- Chionanthus pyriformis Kiew
- Chionanthus quadristamineus F.Muell.
- Chionanthus racemosus (Merr.) Kiew & Pelser
- Chionanthus ramiflorus Roxb.
- Chionanthus remotinervius (Merr.) Kiew
- Chionanthus retusus Lindl. & Paxton
- Chionanthus riparius (Lingelsh.) Kiew
- Chionanthus robinsonii (Gagnep.) B.H.Quang
- Chionanthus rostratus (Teijsm. & Binn.) Miq.
- Chionanthus rugosus Kiew
- Chionanthus rupicola (Lingelsh.) Kiew
- Chionanthus sabahensis Kiew
- Chionanthus salicifolius (Lingelsh.) Kiew
- Chionanthus sessiliflorus (Hemsl.) Kiew
- Chionanthus sleumeri (C.T.White) Stearn
- Chionanthus sordidus Kiew
- Chionanthus spicatus Blume
- Chionanthus spicifer (Ridl.) Kiew
- Chionanthus stenurus (Merr.) Kiew
- Chionanthus subcapitatus (Merr.) B.H.Quang
- Chionanthus subsessilis (Eichler) P.S.Green
- Chionanthus sulawesicus Kiew
- Chionanthus sumatranus Blume
- Chionanthus sutepensis (Kerr) P.S.Green
- Chionanthus tenuis P.S.Green
- Chionanthus thorelii (Gagnep.) P.S.Green
- Chionanthus timorensis Blume
- Chionanthus trichotomus (Vell.) P.S.Green
- Chionanthus urbanii (Knobl.) Stearn
- Chionanthus vargasii Fern.Alonso & Cogollo
- Chionanthus velutinus (Kerr) P.S.Green
- Chionanthus verruculatus D.Fang
- Chionanthus virginicus L.
- Chionanthus vitiensis (Seem.) A.C.Sm.
- Chionanthus wurdackii B.Ståhl
- Chionanthus zeylanicus L.
- Chionanthus zollingerianus Koord. & Valeton

## Usi
Alcune specie di Chionanthus, particolarmente C. virginicus (originario delle foreste umide del Nordamerica), sono apprezzate per scopo ornamentale.